# 被维纳斯解除武装的战神马尔斯
《被维纳斯解除武装的战神马尔斯》（Mars Being Disarmed by Venus）是法国艺术家雅克-路易·大衛生前的最后一幅画作。他于1822年（73岁），流亡布鲁塞尔期间，开始创作，三年后完成，1825年在一次事故中死亡。他从流亡地点将其寄往巴黎展出，知道当时浪漫主义已经在巴黎沙龙兴起。2007年，它在布鲁塞尔比利时皇家美术博物馆主厅靠近入口处展出。
这是一幅宏伟的作品，高度超过3米。场景表现在漂浮在云层中的神庙前，爱神维纳斯和她的追随者，三位卡里忒斯和邱比特，拿走战神玛尔斯的武器、头盔、盾牌和盔甲。战神被维纳斯的魅力吸引，允许自己被解除武装。大卫的大多数模特都是皇家铸币局剧院的演员：维纳斯由女演员玛丽·莱苏尔扮演，邱比特由卢西安·佩蒂帕扮演，其中一位卡里忒斯由奥兰治亲王的情妇扮演。